# وكالة تهيئة وادي أبي رقراق
وكالة تنمية وادي أبي رقراق، تعرف أحيانًا بوكالة أبي رقراق، مؤسسة عمومية مغربية ذات طابع اقتصادي واجتماعي، تعمل تحت وصاية الدولة وتتمتع بالاستقلالية المالية مقرها بمدينة الرباط وهي مسؤولة عن تهيئة وادي أبي رقراق.

## الأهداف
وكالة أبي رقراق هي مؤسسة فريدة من نوعها مكلفة بتطوير ضفاف نهر أبي رقراق الذي يفصل العاصمة الرباط عن مدينتها التوأم سلا . تم إنشاؤها من قبل الدولة المغربية من أجل تطوير هذه المنطقة التي تبلغ مساحتها حوالي 6 000 هكتار . وهي مؤسسة عمومية ذات طابع اقتصادي وتجاري تتمتع باستقلال إداري ومالي.

## التنظيم
تم تكليف الإدارة العامة لهذه المؤسسة للسيد سعيد زرو الذي تضم إدارته فريقًا صغيرًا من المديرين التنفيذيين متعددي التخصصات ( مسيرين، مهندسين معماريين ومهندسين من مختلف التخصصات. كما ضم فريقه خبراء في التواصل والتسويق والتاريخ وكذا علم الآثار) . تم إنشاء وكالة تهيئة وادي أبي رقراق في نوفمبر 2005 وتم الشروع في أعمال التهيئة في يناير 2006 .
لأسباب عملية ، تم تقسيم الستة آلاف (6٬000) هكتارا المعنية بالتنمية، إلى 5 محطات مختلفة ومتكاملة.
- الشطر الأول: يتعلق الشطر الأول للتهيئة بمدينة جديدة رأت النور سنة 2012 وتدعى باب البحر. تحيط بها مواقع مرموقة مثل قصبة الوداية صومعة حسان ومدينة الرباط وأسوار مدينة سلا العتيقة. تغطي تهيئته مساحة إجمالية قدرها 75 هكتارا، تم تخصيص نصفها تقريبًا للإنعاش العقاري والسياحي بالشراكة ما بين وكالة تطوير وادي أبي رقراق والمعبر أبوظبي. تقدر القيمة الاستثمارية لهذه المشاريع بنحو 750 مليون يورو.
- الشطر الثاني: ل تشمل المرحلة الثانية للتهيئة مساحة إجلالية تقدر ب 110 هكتارا لم ترى صيغتها النهائية النور بعد، إذ تظل في طور الإنجاز من قبل الوكالة بعد أن عرف الجزء الخاص ب دبي تعليقا في عام 2009.

وكالة أبي رقراق هي مؤسسة عمومية تهدف إلى تطوير المجال الترابي الرابط بين المدينتين التوأم الرباط وسلا. وكانت أول المشاريع التي تم إطلاقها من قبل الوكالة هي الاستثمار بكثافة في تعزيز البنيات التحتية وإنجاز المرافق العمومية، وذلك بإنشاء جسر جديد ونفق تحت نهر الوداية وخطي ترام يربطان المدينتين يمتد على طول 20 كلم .